# Salmigondis (roman)
Pour les articles homonymes, voir Salmigondis (homonymie).
Salmigondis (de l'anglais Mulligan Stew) est un roman postmoderne de Gilbert Sorrentino. Cinquième roman de l'auteur, il est publié en 1979 par Grove Press. La traduction française est réalisée par Bernard Hœpffner, avec Catherine Goffaux, publiée en 2006 par les Éditions Cent Pages.
Si le titre est une référence directe au ragoût, au sens figuré un salmigondis désigne un « ramassis d'idées, de paroles ou d'écrits formant un tout disparate et incohérent ». Par homophonie, le titre original peut aussi s'entendre « Mulligan's too » (« Mulligan aussi » en français), ce qui renvoie au personnage Buck Mulligan (en) du roman Ulysse de James Joyce.
Salmigondis est une exploration métafictionnelle et parodique de l'écriture d'un roman qui échoue. Il est dédié à Brian O'Nolan — plus connu sous son nom de plume Flann O'Brien — et à sa « vertu hilaritas », auteur à qui Sorrentino emprunte les noms de certains personnages.

## Histoire éditoriale
Plusieurs extraits du livre sont publiés dans des revues littéraires à partir de 1973.
La pièce de théâtre Jeu impeccable restitué : Le Masque de Fungo (dans sa version originale Flawless Play Restored : The Masque of Fungo), intégré au premier chapitre 8,, a d'abord été publié en 1974 par Black Sparrow Press.
Malgré un bon accueil de la critique, le livre a été refusé 28 fois avant d'être publié. En cause les importants coûts dû à la composition complexe du manuscrit.
Selon le New York Times, Salmigondis est le meilleur succès commercial de Sorrentino. Le roman est classé parmi les meilleurs livres de 1979 par The New York Times Book Review.

## Publication

### États-Unis
- 1979, Grove Press, première édition,
- 1987, Grove Press, deuxième édition.

- 1996, Dalkey Archive Press (en).

### Royaume-Uni
- 1980, Marion Boyars (en).
- 1981, Marion Boyars.
- 1981, Pan/Picador.

### France
- 2006, Grenoble, Éditions Cent pages, trad. Bernard Hœpffner et Catherine Goffaux, (ISBN 2-906724-92-0).

## Résumé
Le livre est un roman à plusieurs couches. Avant même la page de titre, les pages de gardes contiennent 17 lettres de refus d'éditeurs adressées à Sorrentino,. Puis vient le roman lui-même qui se compose de trois couches principales : 
- L'auteur fictif Anthony Lamont écrit son roman initialement intitulé Guinea Red, plus tard renommé Crocodile Tears[5],[4].
- L'ouvrage contient des journaux, albums ou carnets de notes écrits par Lamont, mais aussi par Martin Halpin, un des personnages jouant dans le roman. Ces journaux donnent à lire les pensées des personnages, mais contiennent aussi de nombreux documents qu'ils y insèrent ou y reproduisent[4] (pièce de théâtre, recueil de poèmes érotiques, articles de presse, article scientifique, publicités, lettres).
- Parallèlement à l'avancement de Lamont dans l'écriture de son roman et à l'exploration de cet univers par Halpin, de nombreuses lettres rendent compte des échanges des personnages entre eux.

Dans le roman d'Anthony Lamont, Martin Halpin se questionne sur le meurtre de son ami et collègue Ned Beaumont. Il le retrouve mort à ses côtés sans parvenir à se rappeler s'il l'a tué ou non ; il a appelé la police et son amie Daisy Buchanan qui doivent arriver d'un moment à l'autre. Beaumont a eu une histoire d'amour avec Daisy (mariée à Tom Buchanan) qui est également devenue une amoureuse de Halpin. Beaumont, cependant, tombe sous le charme de Corrie Corriendo et Berthe Delamode, deux magiciennes qui l'exploitent. Halpin tente sans succès de sauver Beaumont de leur emprise.
Alors que Lamont travaille son roman, il cherche en vain le soutien de son ex-femme Joanne et de sa sœur, Sheila Lamont, qui est mariée à Dermot Trellis, auteur du livre The Red Swan. Lamont méprise son beau-frère qui connait un succès supérieur au sien et dont il juge l'écriture commerciale et pornographique. Lamont entretient une correspondance avec le Professeur Roche, un universitaire. Ce dernier devait présenter son travail dans le cadre de son cours sur les romans d'avant-garde américains, mais il se rabat finalement sur le travail de Treillis, ce qui rend Lamont furieux. Au fur et à mesure de l'avancée du livre, Lamont devient de plus en plus prétentieux, délirant, paranoïaque. Pensant que l'on complote contre lui et son œuvre, il devient très isolé.
Au-delà du roman d'Anthony Lamont et à son insu, Martin Halpin et Ned Beaumont mènent leur propre vie. Ils se plaignent de leur travail de comédien, des dialogues minables écrits par Lamont, des humiliations qu'ils subissent, des décors incomplets dans lesquels ils évoluent. Ils sortent de ces décors et rencontrent d'autres personnages, eux-mêmes partis de leurs romans, et qui se plaignent comme eux des écrivains pour lesquels ils travaillent. Après ces quelques excusions plus ou moins longues, les personnages quittent définitivement le roman. Beaumont le premier, laissant Halpin interpréter seul une dernière scène de dialogue avant de partir lui aussi.
Le livre se termine par une longue liste de cadeaux offerts par des écrivains à leurs personnages. Cette liste finie par une salutation à tous les personnages qui ne sont jamais sortis de leurs pages.

## Analyse
« Je ne crois pas à l'Originalité, je pense plutôt que les écrivains sont une sorte de bande “ collaborative ”, chacun ajoutant une strate au travail accompli par les autres, chaque strate n'étant rendue possible que du fait de l'existence de ce travail. Mon roman Mulligan Stew n'est vraiment intelligible que s'il est considéré comme dépendant du travail de Joyce et de Flann O'Brien […]. Ce roman est, ou était supposé être l'aboutissement de ce processus que nous appelons modernisme ; ses racines les plus profondes se trouvent dans Bouvard et Pécuchet. »

— Salmigondis
Salmigondis mêle des genres littéraires et types de discours très variés : « le roman policier, le roman épistolaire, le roman pornographique, le western, le roman juif, le masque des XVIe et XVIIe siècles, la poésie érotique, l'entretien avec un écrivain, le catalogue d'une maison d'édition, l'horoscope, le tableau de sors de baseball, le discours scientifique et le langage commercial ».

« [Mes] propres nécessités artistiques […] sont : un souci obsessionnel de la structure formelle, une aversion de la répétition de l'expérience, l'amour de la digression et de la broderie, un immense plaisir à donner des informations fausses ou ambigües, le désir d'inventer des problèmes que seule l'invention de nouvelles formes peut résoudre, et la joie de faire une montagne de rien. »

— Salmigondis

Les effets intertextuels incessants pressent le lecteur à faire appel à ses compétences littéraires et à sa culture. Cela fait revêtir au texte une apparence d'élitisme qui est elle-même explicitée dans l'ouvrage :

« Q : Quelles sont les complexités littéraires qui vous intéressent le plus ? C'est-à-dire, en tant que romancier, pour ainsi dire, quels sont les problèmes que vous préférez “ résoudre ” ?

R : On a envie de créer des personnages qui parlent directement à l'esprit des professeurs de littérature comparée et aux critiques littéraires intelligents. »

— Salmigondis
Avec humour et ironie, Sorrentino évoque de nombreux problèmes que peut rencontrer un auteur, tant dans le monde du livre que sur le plan psychologique ou lors de l'écriture.

### Personnages
Personnages du premier niveau du roman :
- Anthony Lamont : né en 1925[5]. Comme Sorrentino, Lamont a publié quatre romans avant celui-ci : Baltimore shop, Three Deuce, Rayon violet et Fretwork. Des extraits[s 8] et des critiques[s 9] en sont données dans l'ouvrage.
- Sheila Trellis : sœur d'Anthony Lamont, femme de Dermot Trellis. Le livre ne donne à lire que les lettres que Lamont lui adresse.
- Joanne : ancienne maitresse d'Anthony Lamont. Le livre ne donne à lire que les lettres que Lamont lui adresse.
- Professeur Roche : professeur de littérature. Le livre ne donne à lire que les lettres que Lamont lui adresse.
- Dermot Trellis : auteur du livre Peculiar Person, réédité à trois reprises, retitré The Red Swan[s 10].
- Lorna Flambeau : auteure de La Sueur de l'amour, recueil de poèmes érotiques reproduits en intégralité dans l'ouvrage[s 11].

Personnages du roman de Lamont :
- Martin Halpin : aussi appelé « Marty » ou « Chuck »[s 12], est éditeur, collègue de Ned Beaumond. Il croit trouver un catalogue de la maison d'édition Beaumont & Halpin, Inc, maison que Lamont aurait créé pour eux[s 13].
- Ned Beaumont : éditeur, collègue de Martin Halprin. Décrit comme mort par Lamont dès le premier chapitre 1, des flashbacks dans le récit le feront réapparaitre vivant au côté d'Halprin.
- Dasy Buchanan : femme de Tom Buchanan, amante de Ned Beaumont.
- Corrie Corriendo et Berthe Delamode : magiciennes qui mettront Ned Beaumont sous leur emprise.

### Allusions intertextuelles
L'idée selon laquelle les personnages ont le droit à une vie propre se retrouve dans le roman At Swim-Two-Birds (en) de Flann O'Brien à qui le livre est dédié. Ainsi les noms des personnages de Salmigondis ont été empruntés à d'autres œuvres, et leurs traits de caractère varient :
- Antony Lamont, Sheila Lamont, Dermot Trellis viennent du roman At Swim-Two-Birds (en) de Flann O'Brien ;
- Daisy et Tom Buchanan viennent de Gatsby le Magnifique de F. Scott Fitzgerald ;
- Martin Halpin est un vieux jardinier[note 3], Corrie Corriendo une actrice[note 4] et Berthe Delamode une dessinatrice de mode[note 5] dans Finnegans Wake de James Joyce ;

« Qu'ai-je donc fait pour être tiré de la note de bas de page désabusée et amusée dans laquelle j'avais résidé, sans visage, pendant toutes ces années au sein de l'œuvre de ce gentleman irlandais, Mr Joyce ? “ Un vieux jardinier ” c'est ce que j'ai été depuis une trentaine d'année […]. Je ne comprends pas comment Mr Joyce l'a autorisé à m'emmener ! […] Mais Mr Joyce sait-il seulement que je suis parti ? Peut-être est-il mort. »
— Salmigondis
- Ned Beaumont est enquêteur dans La Clé de verre de Dashiell Hammett.

« Eh bien, j'ai travaillé pour Hammett. J'étais une de ses grandes stars. Un acteur — un acteur d'Hollywood a même joué mon rôle dans un film qu'ils ont fait à partir d'un livre dans lequel je travaillais. »
— Salmigondis
Au-delà des personnages principaux du livre, celui-ci contient de nombreuses listes de noms et d'œuvres imaginaires mais parfois réelles. Dès le chapitre 2, le « Journal de [Martin] Halpin » donne in extenso le catalogue de la bibliothèque qui sert de décor au roman. La liste est divisée en deux : les livres, comprenant titre et auteur ; les périodiques, avec seulement des titres. Dans la liste des livres on retrouve :
- des noms similaires à ceux portés par les personnages du livre (Sheila, Treillis, Whitestone)[13] ;
- des noms homophones à celui de l'auteur (« Gilford Sorento », « Bert Sonnertino », « Gilberto Soterroni », « Gilles de Sorentain »)[9] ;
- des références à d'autres personnalités (Moly Bloom, Buck Mulligan (en), James Joyce, De Selby (en), Feu pâle de Vladimir Nabokov, Albert Einstein)[5].

### Structure du livre
Salmigondis compte 16 chapitres numérotés de 1 à 14, parmi lesquels deux portent le numéro 8, trois portent le numéro 1, et aucun le numéro 7. Tous sont titrés, à l’exception du premier :
- 1 ;
- 1, Lucifers Déchus[note 6] ;
- 2, Meilleures intentions ;
- 3, Difficiles digestions ;
- 4, Le farceur tragique ;
- 5, Lettramours explosées ;
- 6, Encre répandue ;
- 8, Les bois si sauvages ;
- 8, Elle est la perle royale ;
- 9, Un sac de blues ;
- 1, Lucifers Déchus ;
- 10, Innommables impudences ;
- 11, Ruine bleue ;
- 12, Comme fleur soufflée calmée ;
- 13, Raison disloquée ;
- 14, Inventons de toutes pièces au furet à mesure.

L'édition publiée par Cent Pages inclut, à la fin du livre, un texte de Sorrentino intitulé « Codage génétique » daté de 1983.